# Xã Pleasant, Quận Clark, Ohio
Xã Pleasant (tiếng Anh: Pleasant Township) là một xã thuộc quận Clark, tiểu bang Ohio, Hoa Kỳ. Năm 2010, dân số của xã này là 3.238 người.